# Тамара Джи
Тама́ра Да́йан Ви́мер (англ. Tamara Diane Wimer; род. 11 октября 1972, Сиэтл, США) — американская певица, продюсер, композитор и автор собственных песен, известная по участию в конкурсе песни «Евровидение-2008», на котором она представляла Польшу. Выступает под псевдонимом Тамара Джи (англ. Tamara Gee), ранее была известна как Айсис Джи (англ. Isis Gee). В настоящее время живёт в Италии.

## Биография

### Ранние годы
Певица родилась 11 октября 1972 в Сиэтле, штат Вашингтон, США. С 12 лет начала заниматься вокалом в музыкальной школе. В 17 лет получила в номинации «Лучший женский вокал» на международном конкурсе талантов в Лос-Анджелесе, США. В 19 лет стала участницей конкурса красоты «Мисс Лос-Анджелес».

### Карьера
Тамара начала свою музыкальную карьеру в 20 лет, принимая участие в гастрольных турах с джазовым оркестром Тони Беннетта. Во время гастролей в Азии певица познакомилась с польским пианистом Адамом Голембиовским (пол. Adam Gołębiowski), за которого впоследствии вышла замуж и переехала в Варшаву в 2004 году.
В Польше певица выпустила альбом «Hidden Treasure» на лейбле Universal Music. Один из синглов с этого альбома, «For Life», вскоре стал очень популярным в Польше. Помимо этого Айсис Джи работала с немецким диджеем Кристофером фон Дейленом (участником проекта Schiller), предложив свою помощь в работе над его новым альбомом «Sensucht», который в дальнейшем стал «платиновым» в Германии.
Исполнительница также участвовала в польском аналоге шоу «Dancing with the Stars», на котором её заняла пятое место (из четырнадцати).

### «Евровидение-2008»
В 2008 Айсис Джи участвовала в польском песенном конкурсе «Piosenka dla Europy», который является национальным отборочным конкурсом, по итогам которого выбирается участник от Польши на «Евровидении». Певица выиграла этот конкурс с песней «For Life», получив наибольшее число голосов телезрителей и жюри. На международном песенном конкурсе певица выступила в первом полуфинале, финишировав десятой, и была допущена в финал профессиональными жюри конкурса. Однако в самом финале певице повезло меньше — с результатом в 14 баллов композиция «For Life» заняла последнее место, разделив свою позицию с Германией (No Angels) и Великобританией (Энди Абрахам).
После проведения Евровидения сингл «For life» занял третье место в Polish Single Chart.

### Личная жизнь
В настоящее время Айсис Джи вместе с мужем переехала в Италию. Помимо музыкальной карьеры исполнительница также является владелицей элитного парфюмерного салона.

## Дискография

### Альбомы
- Phantom Suite (demo, 2002)
- Hidden Treasure (2007)
- Christmas Angel (2008)

### Синглы
- Hidden Treasure (2007)
- What You See (2007)
- For Life (2008)
- Fate (2008)
- Christmas Angel (2008)
- Times of Change (2009)
- Too Far From Here (2009)
- Live (2010)
- How About That (2011)